# Temporada da MLS de 1996
A Major League Soccer de 1996 foi reconhecida pela FIFA como um campeonato nacional dos Estados Unidos e Canadá, sendo assim a primeira edição da MLS.

## Estádios
| Colorado Rapids    | Columbus Crew          | D.C. United          | Dallas Burn        | Kansas City Wiz    |
| ------------------ | ---------------------- | -------------------- | ------------------ | ------------------ |
| Mile High Stadium  | Ohio Stadium           | RFK Memorial Stadium | Cotton Bowl        | Arrowhead Stadium  |
| Capacidade: 76 273 | Capacidade: 102 329    | Capacidade: 46 000   | Capacidade: 92 100 | Capacidade: 81 425 |
|                    |                        |                      |                    |                    |
| Los Angeles Galaxy | New England Revolution | NY/NJ MetroStars     | San Jose Clash     | Tampa Bay Mutiny   |
| Rose Bowl          | Foxboro Stadium        | Giants Stadium       | Spartan Stadium    | Houlihan's Stadium |
| Capacidade: 92 542 | Capacidade: 60 292     | Capacidade: 80 200   | Capacidade: 30 456 | Capacidade: 74 301 |
|                    |                        |                      |                    |                    |

## Classificação

### Classificação das Conferências
| Conferência Leste |                                |     |    |    |   |    |    |    |     |
| #                 | Equipe                         | Pts | J  | V  | E | D  | GP | GC | SG  |
| 1                 | Tampa Bay Mutiny               | 58  | 32 | 19 | 1 | 12 | 66 | 51 | +15 |
| 2                 | D.C. United                    | 46  | 32 | 15 | 1 | 16 | 62 | 56 | +6  |
| 3                 | New York/New Jersey MetroStars | 39  | 32 | 12 | 3 | 17 | 45 | 47 | -2  |
| 4                 | Columbus Crew                  | 37  | 32 | 11 | 4 | 17 | 59 | 60 | -1  |
| 5                 | New England Revolution         | 33  | 32 | 9  | 6 | 17 | 43 | 56 | -13 |

|  |                                |
|  | Classificados para os playoffs |

| Conferência Oeste |                    |     |    |    |   |    |    |    |     |
| #                 | Equipe             | Pts | J  | V  | E | D  | GP | GC | SG  |
| 1                 | Los Angeles Galaxy | 49  | 32 | 15 | 4 | 13 | 59 | 49 | +10 |
| 2                 | Dallas Burn        | 41  | 32 | 12 | 5 | 15 | 50 | 48 | +2  |
| 3                 | Kansas City Wiz    | 41  | 32 | 12 | 5 | 15 | 61 | 63 | -2  |
| 4                 | San Jose Clash     | 39  | 32 | 12 | 3 | 17 | 50 | 50 | 0   |
| 5                 | Colorado Rapids    | 29  | 32 | 9  | 2 | 21 | 44 | 59 | -15 |

|  |                                |
|  | Classificados para os playoffs |

### Classificação Geral
| Major League Soccer |                                |     |    |    |   |    |    |    |     |
| #                   | Equipe                         | Pts | J  | V  | E | D  | GP | GC | SG  |
| 1                   | Tampa Bay Mutiny               | 58  | 32 | 19 | 1 | 12 | 66 | 51 | +15 |
| 2                   | Los Angeles Galaxy             | 49  | 32 | 15 | 4 | 13 | 59 | 49 | +10 |
| 3                   | D.C. United                    | 46  | 32 | 15 | 1 | 16 | 62 | 56 | +6  |
| 4                   | Dallas Burn                    | 41  | 32 | 12 | 5 | 15 | 50 | 48 | +2  |
| 5                   | Kansas City Wizards            | 41  | 32 | 12 | 5 | 15 | 61 | 63 | -2  |
| 6                   | San Jose Clash                 | 39  | 32 | 12 | 3 | 17 | 50 | 50 | 0   |
| 7                   | New York/New Jersey MetroStars | 39  | 32 | 12 | 3 | 17 | 45 | 47 | -2  |
| 8                   | Columbus Crew                  | 37  | 32 | 11 | 4 | 17 | 59 | 60 | -1  |
| 9                   | New England Revolution         | 33  | 32 | 9  | 6 | 17 | 43 | 56 | -13 |
| 10                  | Colorado Rapids                | 29  | 32 | 9  | 2 | 21 | 44 | 59 | -15 |

|  |                                                       |
|  | MLS Supporters' Shield, Classificado para os playoffs |
|  | Classificados para os playoffs                        |

## Playoffs
|  | Semi-Finais de Conferência | Semi-Finais de Conferência           | Semi-Finais de Conferência | Semi-Finais de Conferência | Semi-Finais de Conferência |   |             | Finais de Conferência    | Finais de Conferência | Finais de Conferência | Finais de Conferência | Finais de Conferência |  |  | MLS Cup '96 | MLS Cup '96       | MLS Cup '96 | MLS Cup '96 | MLS Cup '96 |
|  |                            |                                      |                            |                            |                            |   |             |                          |                       |                       |                       |                       |  |  |             |                   |             |             |             |
|  | 1                          | Tampa Bay Mutiny                     | 2                          | 1                          | 4                          |   |             |                          |                       |                       |                       |                       |  |  |             |                   |             |             |             |
|  | 4                          | Columbus Crew                        | 0                          | 2                          | 1                          |   |             |                          |                       |                       |                       |                       |  |  |             |                   |             |             |             |
|  | 4                          | Columbus Crew                        | 0                          | 2                          | 1                          |   | 1           | Tampa Bay Mutiny         | 1                     | 1                     | −                     |                       |  |  |             |                   |             |             |             |
|  | Conferência Leste          |                                      |                            |                            |                            |   | 1           | Tampa Bay Mutiny         | 1                     | 1                     | −                     |                       |  |  |             |                   |             |             |             |
|  |                            | 2                                    | D.C. United                | 4                          | 2                          | − |             |                          |                       |                       |                       |                       |  |  |             |                   |             |             |             |
|  | 2                          | 2                                    | D.C. United                | 4                          | 2                          | − | D.C. United | 2 (5)                    | 1                     | 2                     |                       |                       |  |  |             |                   |             |             |             |
|  | 2                          |                                      |                            |                            |                            |   | D.C. United | 2 (5)                    | 1                     | 2                     |                       |                       |  |  |             |                   |             |             |             |
|  | 3                          | New York/New Jersey MetroStars (pen) | 3 (6)*                     | 0                          | 1                          |   |             |                          |                       |                       |                       |                       |  |  |             |                   |             |             |             |
|  |                            |                                      |                            |                            |                            |   |             |                          |                       |                       |                       |                       |  |  | L1          | D.C. United (pro) | 3           | −           | −           |
|  |                            |                                      | O1                         | Los Angeles Galaxy         | 2                          | − | −           |                          |                       |                       |                       |                       |  |  |             |                   |             |             |             |
|  | 1                          | Los Angeles Galaxy                   | 0                          | 2                          | 2                          |   |             |                          |                       |                       |                       |                       |  |  |             |                   |             |             |             |
|  | 4                          | San Jose Clash                       | 1                          | 0                          | 0                          |   |             |                          |                       |                       |                       |                       |  |  |             |                   |             |             |             |
|  | 4                          | San Jose Clash                       | 1                          | 0                          | 0                          |   | 1           | Los Angeles Galaxy (pen) | 2                     | 2 (3)*                | −                     |                       |  |  |             |                   |             |             |             |
|  | Conferência Oeste          |                                      |                            |                            |                            |   | 1           | Los Angeles Galaxy (pen) | 2                     | 2 (3)*                | −                     |                       |  |  |             |                   |             |             |             |
|  |                            | 3                                    | Kansas City Wiz            | 1                          | 1 (1)                      | − |             |                          |                       |                       |                       |                       |  |  |             |                   |             |             |             |
|  | 2                          | 3                                    | Kansas City Wiz            | 1                          | 1 (1)                      | − | Dallas Burn | 2                        | 2                     | 2 (2)                 |                       |                       |  |  |             |                   |             |             |             |
|  | 2                          |                                      |                            |                            |                            |   | Dallas Burn | 2                        | 2                     | 2 (2)                 |                       |                       |  |  |             |                   |             |             |             |
|  | 3                          | Kansas City Wiz (pen)                | 3                          | 1                          | 3 (3)*                     |   |             |                          |                       |                       |                       |                       |  |  |             |                   |             |             |             |

- As semi-finais e finais de conferência foram disputadas em melhor de três. A MLS Cup 1996, que corresponde a final do torneio é disputada em jogo único.

## Semi-Finais de Conferência
Conferência Leste
Jogo 1
| 24 de setembro | NY/NJ MetroStars            | 2 – 2 | D.C. United                | Giants Stadium, East Rutherford         |
|                | de Ávila 38' · Savarese 75' |       | Díaz Arce 24' · Moreno 56' | Público: 14 416 Árbitro: Esse Baharmast |

|  |       | Penalidades |
|  | 6 - 5 |             |

Jogo 2
| 27 de setembro | D.C. United    | 1 – 0 | NY/NJ MetroStars | Robert F. Kennedy Memorial Stadium, Washington, D.C. |
|                | Etcheverry 72' |       |                  | Público: 21 442 Árbitro: Paul Tamberino              |

Jogo 3
| 02 de outubro | NY/NJ MetroStars                | 2 – 1 | D.C. United  | Robert F. Kennedy Memorial Stadium, Washington, D.C. |
|               | Rammel 67' · Díaz Arce 89'(pen) |       | de Ávila 86' | Público: 20 423 Árbitro: Brian Hall                  |

- D.C. United venceu a série por 2 - 1, e avançou a final da conferência.

## 
Jogo 1
| 25 de setembro | Columbus Crew | 0 – 2 | Tampa Bay Mutiny      | Ohio Stadium, Columbus              |
|                |               |       | Roy Lassiter 82', 87' | Público: 20 807 Árbitro: Brian Hall |

Jogo 2
| 28 de setembro | Tampa Bay Mutiny | 1 – 2 | Columbus Crew               | Houlihan's Stadium, Tampa           |
|                | Roy Lassiter 26' |       | Adrián Paz 1' · McBride 58' | Público: 13 009 Árbitro: Rich Grady |

Jogo 3
| 02 de outubro | Tampa Bay Mutiny                                              | 4 – 1 | Columbus Crew | Houlihan's Stadium, Tampa           |
|               | Martín Vásquez 3' · Roy Lassiter 41', 58' · Steve Pittman 55' |       | McBride 35'   | Público: 6 871 Árbitro: Tim Weyland |

- Tampa Bay Mutiny venceu a série por 2 - 1, e avançou a final da conferência.

Conferência Oeste
Jogo 1
| 26 de setembro | Kansas City Wiz                            | 3 – 2 | Dallas Burn                          | Arrowhead Stadium, Kansas City      |
|                | Johnston 16' · Matt McKeon 79' · Preki 89' |       | Gerell Elliott 21' · Chad Ashton 25' | Público: 4 466 Árbitro: Tim Weyland |

Jogo 2
| 29 de setembro | Dallas Burn                     | 2 – 1 | Kansas City Wiz | Cotton Bowl, Dallas                     |
|                | Kreis 5' · Dante Washington 32' |       | Preki 30'       | Público: 10 125 Árbitro: Esse Baharmast |

Jogo 3
| 02 de outubro | Dallas Burn                      | 2 – 2 | Kansas City Wiz                       | Cotton Bowl, Dallas                |
|               | Sánchez 27' · Gerell Elliott 66' |       | Mark Chung 41' · Vitalis Takawira 62' | Público: 9 802 Árbitro: Rich Grady |

|                                                                  |       | Penalidades                                        |  |
| Richard Farrer Chad Ashton Sánchez Brian Haynes Lawrence Lozzano | 2 - 3 | Johnston Vitalis Takawira Paul Wright Klopas Preki |  |

- Kansas City Wizards venceu a série por 2 - 1, e avançou a final da conferência.

Jogo 1
| 26 de setembro | San Jose Clash | 1 – 0 | Los Angeles Galaxy | Spartan Stadium, San José            |
|                | Tayt Ianni 36' |       |                    | Público: 17 209 Árbitro: Kevin Stott |

Jogo 2
| 29 de setembro | Los Angeles Galaxy                     | 2 – 0 | San Jose Clash | Rose Bowl, Pasadena                    |
|                | Robin Fraser 84' · Eduardo Hurtado 90' |       |                | Público: 27 833 Árbitro: Joshua Patlak |

Jogo 3
| 29 de setembro | Los Angeles Galaxy                                   | 2 – 0 | San Jose Clash | Rose Bowl, Pasadena                     |
|                | Eduardo Hurtado 31' · Mauricio Cienfuegos (pên.) 36' |       |                | Público: 30 231 Árbitro: Esse Baharmast |

- Los Angeles Galaxy venceu a série por 2 - 1, e avançou a final da conferência.

## Finais de Conferência
Conferência Leste
Jogo 1
| 10 de outubro | D.C. United                                | 4 – 1 | Tampa Bay Mutiny | Robert F. Kennedy Memorial Stadium, Washington, D.C. |
|               | Díaz Arce 36', 58', 60' · Steve Rammel 54' |       | Roy Lassiter 42' | Público: 23 566 Árbitro: Kevin Stott                 |

Jogo 2
| 12 de outubro | Tampa Bay Mutiny  | 1 – 2 | D.C. United                         | Houlihan's Stadium, Tampa          |
|               | Steve Ralston 14' |       | Richie Williams 49' · Díaz Arce 82' | Público: 9 339 Árbitro: Rich Grady |

- D.C. United venceu a série por 2 - 0, e avançou a MLS Cup '96.

## 
Conferência Oeste
Jogo 1
| 10 de outubro | Los Angeles Galaxy     | 2 – 1 | Kansas City Wiz | Rose Bowl, Pasadena                 |
|               | Armas 48' · Vanney 57' |       | Preki 52'       | Público: 25 212 Árbitro: Brian Hall |

Jogo 2
| 13 de outubro | Kansas City Wiz | 1 – 1 | Los Angeles Galaxy | Arrowhead Stadium, Kansas City            |
|               | Preki 69'       |       | Vanney 76'         | Público: 11 041 Árbitro: Zimmerman Boulos |

|                                     |       | Penalidades                                                 |  |
| Sorber Paul Wright Mark Chung Preki | 1 - 3 | Arash Noamouz Vanney Mauricio Cienfuegos Jones Robin Fraser |  |

- Los Angeles Galaxy venceu a série por 2 - 0, e avançou a MLS Cup '96.

## MLS Cup '96
| 20 de outubro de 1996 | Los Angeles Galaxy             | 2 – 3 (pro.) | D.C. United                              | Foxboro Stadium, Foxborough             |
|                       | Eduardo Hurtado 5' · Armas 56' |              | Sanneh 72' · Shawn Medved 81' · Pope 94' | Público: 34 643 Árbitro: Esse Baharmast |

## Campeões do Ano
- MLS Cup - D.C. United
- MLS Supporters' Shield - Tampa Bay Mutiny
- U.S. Open Cup - D.C. United

## Premiações

### Jogador da Semana
| Semana    | Jogador da Semana | Clube                  |
| --------- | ----------------- | ---------------------- |
| Semana 1  | Eric Wynalda      | San Jose Clash         |
| Semana 2  | Brian McBride     | Columbus Crew          |
| Semana 3  | Marcelo Balboa    | Colorado Rapids        |
| Semana 4  | Bo Oshoniyi       | Columbus Crew          |
| Semana 5  | Giovanni Savarese | MetroStars             |
| Semana 6  | Brian McBride     | Columbus Crew          |
| Semana 7  | Jorge Campos      | Los Angeles Galaxy     |
| Semana 8  | Preki             | Kansas City Wiz        |
| Semana 9  | John Doyle        | San Jose Clash         |
| Semana 10 | Eduardo Hurtado   | Los Angeles Galaxy     |
| Semana 11 | Mark Dodd         | Dallas Burn            |
| Semana 12 | Mark Chung        | Kansas City Wiz        |
| Semana 13 | Tony Meola        | MetroStars             |
| Semana 14 | Raúl Díaz Arce    | D.C. United            |
| Semana 15 | Paul Bravo        | San Jose Clash         |
| Semana 16 | Cobi Jones        | Los Angeles Galaxy     |
| Semana 17 | Joe-Max Moore     | New England Revolution |
| Semana 18 | Tony Meola        | MetroStars             |
| Semana 19 | Adrián Paz        | Columbus Crew          |
| Semana 20 | Marco Etcheverry  | D.C. United            |
| Semana 21 | Brad Friedel      | Columbus Crew          |
| Semana 22 | Brian Maisonneuve | Columbus Crew          |
| Semana 23 | Frank Yallop      | Tampa Bay Mutiny       |
| Semana 24 | Brad Friedel      | Columbus Crew          |

### Jogador do Mês
| Mês      | Jogador do Mês      | Clube              |
| -------- | ------------------- | ------------------ |
| Abril    | Mauricio Cienfuegos | Los Angeles Galaxy |
| Maio     | Carlos Valderrama   | Tampa Bay Mutiny   |
| Junho    | Eduardo Hurtado     | Los Angeles Galaxy |
| Julho    | Jason Kreis         | Dallas Burn        |
| Agosto   | Marco Etcheverry    | D.C. United        |
| Setembro | Brad Friedel        | Columbus Crew      |

### Prêmios Individuais
| Prêmio          | Jogador                  | Clube            |
| --------------- | ------------------------ | ---------------- |
| Melhor Jogador  | Carlos Valderrama        | Tampa Bay Mutiny |
| Maior Pontuador | Roy Lassiter (58 pontos) | Tampa Bay Mutiny |
| Defensor do Ano | John Doyle               | San Jose Clash   |
| Goleiro do Ano  | Mark Dodd                | Dallas Burn      |
| Novato do Ano   | Steve Ralston            | Tampa Bay Mutiny |
| Técnico do Ano  | Thomas Rongen            | Tampa Bay Mutiny |
| Gol do Ano      | Eric Wynalda             | San Jose Clash   |

## Estatísticas

### Maiores Pontuadores
| Posição | Jogador          | Clube              | Gols | Assistências | Pontuação |
| ------- | ---------------- | ------------------ | ---- | ------------ | --------- |
| 1       | Roy Lassiter     | Tampa Bay Mutiny   | 27   | 4            | 58        |
| 2       | Eduardo Hurtado  | Los Angeles Galaxy | 21   | 7            | 49        |
|         | Preki            | Kansas City Wiz    | 18   | 13           | 49        |
| 4       | Raúl Díaz Arce   | D.C. United        | 23   | 2            | 48        |
| 5       | Brian McBride    | Columbus Crew      | 17   | 3            | 37        |
| 6       | Eric Wynalda     | San Jose Clash     | 10   | 13           | 33        |
|         | Vitalis Takawira | Kansas City Wiz    | 13   | 7            | 33        |
| 8       | Steve Rammel     | D.C. United        | 14   | 3            | 31        |
|         | Paul Bravo       | San Jose Clash     | 13   | 5            | 31        |
|         | Jason Kreis      | Dallas Burn        | 13   | 5            | 31        |

- O marcador é calculado da seguinte forma: 2 pontos por um gol e um ponto para um passe.

### Artilheiros
| Posição | Jogador           | Clube              | Gols |
| ------- | ----------------- | ------------------ | ---- |
| 1       | Roy Lassiter      | Tampa Bay Mutiny   | 27   |
| 2       | Raúl Díaz Arce    | D.C. United        | 23   |
| 3       | Eduardo Hurtado   | Los Angeles Galaxy | 21   |
| 4       | Preki             | Kansas City Wiz    | 18   |
| 5       | Brian McBride     | Columbus Crew      | 17   |
| 6       | Steve Rammel      | D.C. United        | 14   |
| 7       | Giovanni Savarese | NY/NJ MetroStars   | 13   |
|         | Vitalis Takawira  | Kansas City Wiz    | 13   |
|         | Paul Bravo        | San Jose Clash     | 13   |
|         | Jason Kreis       | Dallas Burn        | 13   |

### Líderes de Assistências
| Posição | Jogador             | Clube              | Assistências |
| ------- | ------------------- | ------------------ | ------------ |
| 1       | Marco Etcheverry    | D.C. United        | 19           |
| 2       | Carlos Valderrama   | Tampa Bay Mutiny   | 17           |
| 3       | Eric Wynalda        | San Jose Clash     | 13           |
|         | Preki               | Kansas City Wiz    | 13           |
| 5       | Mauricio Cienfuegos | Los Angeles Galaxy | 11           |
|         | Robert Warzycha     | Columbus Crew      | 11           |
| 7       | Adrián Paz          | Columbus Crew      | 10           |
|         | Tab Ramos           | NY/NJ MetroStars   | 10           |
| 9       | Mark Chung          | Kansas City Wiz    | 9            |

### Estatística dos Goleiros
(Mínimo 1,000 minutos)
| No. | Jogador        | Clube                  | Jogos | Minutos | Gols Sofridos | Percentual de GS | Vitórias | Derrotas |
| --- | -------------- | ---------------------- | ----- | ------- | ------------- | ---------------- | -------- | -------- |
| 1   | Jorge Campos   | Los Angeles Galaxy     | 24    | 2025    | 27            | 1.20             | 13       | 8        |
| 2   | Dave Salzwedel | San Jose Clash         | 14    | 1168    | 17            | 1.31             | 9        | 4        |
| 3   | Tony Meola     | NY/NJ MetroStars       | 29    | 2610    | 38            | 1.31             | 14       | 15       |
| 4   | Mark Dodd      | Dallas Burn            | 31    | 2776    | 45            | 1.46             | 17       | 14       |
| 5   | Mark Simpson   | D.C. United            | 15    | 1260    | 21            | 1.50             | 7        | 6        |
| 6   | Mark Dougherty | Tampa Bay Mutiny       | 28    | 2520    | 47            | 1.68             | 17       | 11       |
| 7   | Aidan Heaney   | New England Revolution | 19    | 1534    | 29            | 1.70             | 8        | 9        |
| 8   | Tom Liner      | San Jose Clash         | 20    | 1712    | 33            | 1.73             | 7        | 12       |
| 9   | Garth Lagerwey | Kansas City Wiz        | 23    | 1959    | 38            | 1.75             | 12       | 10       |
| 10  | Jim St. Andre  | New England Revolution | 15    | 1346    | 27            | 1.81             | 6        | 9        |
| 11  | Chris Woods    | Colorado Rapids        | 23    | 2070    | 43            | 1.87             | 8        | 15       |
| 12  | Jeff Causey    | D.C. United            | 19    | 1620    | 35            | 1.94             | 9        | 10       |
| 13  | Bo Oshoniyi    | Columbus Crew          | 13    | 1170    | 33            | 2.54             | 3        | 10       |

### Estatística dos Técnicos
| Técnico         | Clube                  | Vitórias | Derrotas | PCT.  | PTS. | Empates |
| --------------- | ---------------------- | -------- | -------- | ----- | ---- | ------- |
| Thomas Rongen   | Tampa Bay Mutiny       | 20       | 12       | 0.625 | 58   | 1       |
| Lothar Osiander | Los Angeles Galaxy     | 19       | 13       | 0.594 | 49   | 4       |
| Dave Dir        | Dallas Burn            | 17       | 15       | 0.531 | 41   | 5       |
| Ron Newman      | Kansas City Wiz        | 17       | 15       | 0.531 | 41   | 5       |
| Bruce Arena     | D.C. United            | 16       | 16       | 0.500 | 46   | 1       |
| Laurie Calloway | San Jose Clash         | 15       | 17       | 0.469 | 39   | 3       |
| Frank Stapleton | New England Revolution | 15       | 17       | 0.469 | 33   | 6       |
| Carlos Queiroz  | NY/NJ Metrostars       | 12       | 12       | 0.500 | 34   | 1       |
| Bobby Houghton  | Colorado Rapids        | 11       | 20       | 0.355 | 29   | 2       |
| Tom Fitzgerald  | Columbus Crew          | 9        | 1        | 0.900 | 23   | 2       |
| Timo Liekoski   | Columbus Crew          | 6        | 15       | 0.286 | 14   | 2       |
| Eddie Firmani   | NY/NJ Metrostars       | 3        | 5        | 0.375 | 5    | 2       |
| Roy Wegerle     | Colorado Rapids        | 0        | 1        | 0.000 | 0    | 0       |

### Público
| Clube                  | Jogos | Público Total | Média Por Jogo |
| ---------------------- | ----- | ------------- | -------------- |
| Los Angeles Galaxy     | 16    | 462,650       | 28,916         |
| NY/NJ MetroStars       | 16    | 382,360       | 23,898         |
| New England Revolution | 16    | 304,392       | 19,025         |
| Columbus Crew          | 16    | 303,202       | 18,950         |
| San Jose Clash         | 16    | 275,712       | 17,232         |
| Dallas Burn            | 16    | 256,173       | 16,011         |
| D.C. United            | 16    | 244,199       | 15,262         |
| Kansas City Wiz        | 16    | 206,044       | 12,878         |
| Tampa Bay Mutiny       | 16    | 186,856       | 11,679         |
| Colorado Rapids        | 16    | 163,413       | 10,213         |
| Total                  | 160   | 2,785,001     | 17,406         |